# Биерет, Мика
Мика Майлз Биерет (дат. и англ. Mika Miles Biereth; родился 8 февраля 2003, Лондон, Англия) — датский футболист, нападающий французского клуба «Монако» и сборной Дании.

## Клубная карьера
Биерет является воспитанником клуба «Фулхэм», в 2021 году он перешёл в молодёжную команду лондонского «Арсенала» и подписал свой первый профессиональный контракт.
23 июня 2022 года было объявлено, что Биерет проведёт сезон 2022/23 в аренде в нидерландском клубе «Валвейк». 17 сентября 2022 года дебютировал за новую команду, выйдя на замену в матче Эредивизи против «Камбюра». 7 октября 2022 года вышел на замену в матче чемпионата против «Гронингена» и забил свои первые 2 гола за клуб, принеся «Валвейку» победу со счётом 3:2.
3 августа 2023 года Мика перешёл в шотландский «Мотеруэлл» на правах сезонной аренды. Спустя 10 дней, 13 августа, он дебютировал в чемпионате Шотландии, выйдя на замену в матче против «Хиберниана» и отметившись забитым мячом и голевой передачей. 18 января 2024 года «Арсенал» прервал аренду, а на следующий день, 19 января, Биерет отправился в другую аренду до конца сезона в австрийский «Штурм». 2 февраля 2024 года дебютировал в Кубке Австрии, выйдя в стартовом составе на матч против венской «Аустрии» и забив гол. Всего в сезоне 2023/24 Мика провёл 37 матчей, забил 15 мячей, отдал 9 голевых передач и, как итог, вместе со «Штурмом» стал чемпионом Австрии, выиграл Кубок страны, а 8 июля 2024 года присоединился к клубу на постоянной основе. За переход Биерета австрийская команда заплатила «Арсеналу» 4 млн фунтов.
11 января 2025 года Мика Биерет перешёл во французский клуб «Монако», подписав контракт до 30 июня 2029 года. Сумма трансфера составила 13 млн евро, ещё 2 млн евро предусмотрены в виде бонусов. 14 января, спустя 3 дня после перехода, Биерет дебютировал за новую команду, выйдя на замену в матче 1/16 финала Кубка Франции против «Реймса» и отличившись голевой передачей. «Монако» проиграл в той встрече по итогам серии пенальти, а Мика не смог реализовать свой удар. 25 января забил свой первый гол за клуб в матче Лиги 1 против «Ренна», принеся «монегаскам» победу со счётом 3:2. Неделю спустя, 1 февраля, Биерет оформил свой первый хет-трик за «Монако», забив все 3 гола за 8 минут в матче чемпионата Франции против «Осера». Как итог, клуб Мики одержал победу со счётом 4:2. 15 февраля помог «Монако» одержать победу со счётом 7:1 в матче Лиги 1 против «Нанта», забив свой второй хет-трик за клуб. 28 февраля оформил третий хет-трик за «монегасков» в матче чемпионата против «Реймса», принеся своей команде победу со счётом 3:0. Мика также стал первым за 70 лет футболистом Лиги 1, которому удалось оформить 3 хет-трика в первых 7 играх в турнире.

## Карьера в сборной
Выступал за сборные Дании до 19 лет и до 21 года.
В марте 2025 года получил свой первый вызов в основную сборную Дании на матчи Лиги наций. Дебютировал 20 марта, выйдя в стартовом составе на четвертьфинальную игру турнира против Португалии.

## Достижения
«Штурм»
- Чемпион Австрии: 2023/24
- Обладатель Кубка Австрии: 2023/24